# Négerfalva község
Négerfalva község (románul: Comuna Negrilești) község Beszterce-Naszód megyében, Romániában. Központja Négerfalva, beosztott falvai Emberfő, Porkerec.

## Népessége
A 2011-es népszámlálás adatai alapján a község népessége 2447 fő volt.

## Története
2002-ben vált ki Csicsógyörgyfalva községből és lett önálló község.